# Strangalia beierli
Strangalia beierli es una especie de escarabajo longicornio del género Strangalia, categorizada en la tribu Lepturini, de la subfamilia Lepturinae. Fue descrita por Giesbert en 1997.

## Descripción
Mide 19-22,5 mm de longitud.

## Distribución
Se distribuye por México.